# اشتوهفلدن
اشتوهفلدن (به آلمانی: Stuhlfelden) یک منطقهٔ مسکونی در اتریش است که در ناحیه تسل آم زه واقع شده‌است. اشتوهفلدن ۲۹٫۷۴ کیلومتر مربع مساحت دارد ۸۰۰ متر بالاتر از سطح دریا واقع شده‌است.